# كورولا إي 90
كورولا إي 90 (بالإنجليزية: Toyota Corolla)‏ هي سيارة من صناعة تويوتا أنتجت في 1987 وتوقف إنتاجها في 1992.